# Departamento de Operações de Contra-Inteligência
O Departamento de Operações de Contra-Inteligência (DKRO) é um departamento do Serviço Federal de Segurança (SFS) da Rússia oficialmente responsável pelas operações de contra-inteligência.   É liderado por Dmitry Minaev,  e supervisionado pelo Primeiro Serviço do FSB, que é liderado por Vladislav Menshchikov.

## História
O DKRO foi criado em 1998. Tem uma base legal no artigo 9 da Lei Federal 40-FZ de 1995, que foi assinada pelo presidente Yeltsin, e que define o papel dos serviços de contra-espionagem na Rússia. 
No entanto, o antecessor do FSB em contra-espionagem, o Serviço Federal de Contra-espionagem, foi um sucessor do KGB;  a Segunda Direção Principal do KGB tinha uma longa história de trabalho em contra-espionagem, que remontava à Cheka. A visão do próprio FSB sobre a sua história de contra-espionagem centra-se nas actividades da Segunda Guerra Mundial.  Desde julho de 2023, o diretor do FSB é Alexander Bortnikov, que serviu anteriormente em unidades de contra-inteligência da KGB durante a Guerra Fria. 

## Atividades
O DKRO é responsável pelo trabalho de “contra-espionagem” contra estrangeiros na Rússia; ostensivamente contra agências de inteligência estrangeiras  mas também contra turistas, jornalistas e trabalhadores de embaixadas.  Ela assedia diplomatas e jornalistas ocidentais. Além de prisões como a de Evan Gershkovich, ele segue os carros de diplomatas (e seus familiares), corta a energia de suas casas ou as arromba, e deixa fezes humanas como um “cartão de visita”.  Em um caso, agentes do DKRO mataram o cachorro de um diplomata. Esteve envolvido nas detenções de pelo menos três americanos. 
O DKRO também esteve envolvido na invasão russa da Ucrânia. 
O DKRO esteve envolvido na “monitorização” do Ministério dos Negócios Estrangeiros russo, o que levou à corrupção, uma vez que os agentes extorquiram dinheiro a empresas de segurança. 